# Centro de I+D de Electrónica y Telecomunicaciones Jerónimo de Ayanz
El Centro de I+D en Electrónica y Comunicaciones Jerónimo de Ayanz es un centro de investigación y desarrollo de proyectos tecnológicos de la Universidad Pública de Navarra.

## Instalaciones
El centro, ubicado en el Campus de Arrosadía de Pamplona, cuenta con seis laboratorios con mobiliario y equipamiento básico de instrumentación, ordenadores y comunicaciones. Cada laboratorio dispone de un despacho auxiliar de 12 metros cuadrados. Estos laboratorios pueden alojar un proyecto o varios en función de las necesidades de espacio de cada uno y de la confidencialidad de los mismos. Hay también cinco despachos de doce metros cuadrados completamente amueblados y equipados con ordenador, telefonía y red de comunicaciones. Estos despachos son para alojar proyectos que no requieren instalaciones de laboratorio.

## Actividades[2]
Este centro de investigación nace como fruto de la motivación y la experiencia de diversos grupos investigadores de la Universidad Pública de Navarra que creen en un modelo de colaboración fructífera entre la universidad y el mundo productivo. Dicho modelo se ha experimentado con éxito con algunas empresas referentes en el ámbito empresarial navarro.
En el ejercicio de sus funciones, el Centro actúa como canalizador y adaptador entre la sociedad y el entorno universitario, ajustando las velocidades de ambos y aplicando las reglas de juego del mundo empresarial. Nace sin ánimo de lucro pero con el compromiso realista de crear y transferir conocimiento en los plazos y costes objetivo puntualmente determinados.
Uno de los elementos distintivos de este Centro es la oferta de un espacio físico en el que investigadores y técnicos de las empresas y de la universidad puedan trabajar conjuntamente, con las mejores condiciones de confidencialidad, en proyectos de I+D+i.

### Misión
Impulsar la innovación tecnológica del tejido empresarial navarro y del entorno en el área de Electrónica y Comunicaciones, y de las TIC en un sentido amplio, canalizando la capacidad investigadora de la Universidad Pública de Navarra y fomentando el desarrollo de conocimiento y la competitividad empresarial.

### Visión
Ser un centro referente navarro y nacional en la transferencia científico tecnológica del mundo universitario hacia el resto de la sociedad tanto por el éxito de los resultados como por la calidad en la relación de los todos los agentes.

### Valores
- Nivel investigador.
- Colaboración proactiva.
- Compromiso e implicación.
- Profesionalidad y rigor.
- Actualización continua.
- Actitud empresarial.

### Principios éticos
- Transparencia en la relación.
- Confidencialidad.
- Respeto a las personas y al medioambiente.
- Compromiso con la Comunidad.

## El nombre: Jerónimo de Ayanz y Beaumont[3][4]
La Universidad Pública de Navarra bautizó el Centro I+D de Electrónica y Comunicaciones con el nombre de Jerónimo de Ayanz, un militar navarro nacido en el siglo XVI que sirvió bajo mandato de Felipe II. Jerónimo fue un importante tecnólogo y humanista del Siglo de Oro que destacó por su faceta como inventor. En concreto, fue el precursor del uso y diseño de las máquinas de vapor, desarrolló molinos de viento, mejoró la instrumentación científica e, incluso, llegó a inventar un prototipo de submarino.

## Funciones del centro
- Ofrecer servicios de I+D a empresas: Investigación fundamental y aplicada al desarrollo de nuevos productos o procesos utilizando el potencial investigador de la universidad promoviendo el avance innovador de las empresas.
- Actualizar y crear conocimiento: Actualización del personal técnico de la empresa y especialización en nuevas tecnologías por medio de proyectos innovadores reales o virtuales que impliquen formación y entrenamiento.
- Asesorar: Facilitar servicios de asesoría tecnológica en tecnologías punteras.
- Promover innovación: Participación en programas de I+D nacionales o internacionales con implicación variable de Empresas, Universidades y Centros Tecnológicos por medio de proyectos conjuntos.
- Ofrecer servicios de I+D a la Administración Pública: Fomentar el desarrollo tecnológico y la investigación en campos con impacto económico, social y medioambiental.

## Oferta tecnológica
- Diseño analógico en muy baja tensión.
- Microelectrónica.
- Diseño de ASICs analógicos y mixtos.
- Circuitos integrados analógicos y digitales.
- Circuitos de bajo consumo.
- Circuitos para instrumentación.
- Acondicionamiento de sensores.
- Circuitos para comunicaciones.
- Aplicaciones específicas bajo demanda.
- Herramientas CAD de diseño electrónico.